# Dicellomyces calami
Dicellomyces calami är en svampart som beskrevs av Berndt & N.D. Sharma 1998. Dicellomyces calami ingår i släktet Dicellomyces och familjen Brachybasidiaceae.   Inga underarter finns listade i Catalogue of Life.